# Semi-conducteur organique

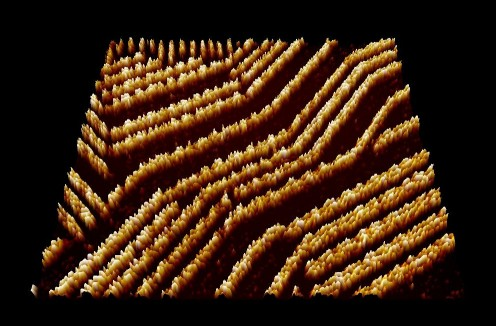
Molécules de quinacridone (semi-conducteur organique) adsorbées sur une surface de graphite.

Un semi-conducteur organique est un composé organique, sous la forme d'un cristal ou d'un polymère, qui montre des propriétés similaires aux semi-conducteurs inorganiques. Ses propriétés sont la conduction par les électrons et les trous, ainsi que la présence d'une bande interdite. Ces matériaux ont donné naissance à l'électronique organique, ou électronique des plastiques. Par organique, on entend que les molécules utilisées sont à base de carbone, comme les molécules à la base de la vie. On dit organique par opposition aux semi-conducteurs inorganiques, tels le silicium, ou aux conducteurs inorganiques, comme le cuivre.

## Origines de la conductivité
La conductivité dans un semi-conducteur organique est assurée par les porteurs de charge, dont on connaît bien deux sortes : les électrons (électrons π*) et les trous (électrons π non pairés). Généralement, les solides organiques sont isolants. Toutefois, dans les cristaux organiques formés par des molécules contenant des liens conjugués π, ou encore les polymères contenant des liens conjugués π, les électrons peuvent circuler librement dans les recouvrements de nuages d'électrons π, ce qui permet la conduction d'électricité. Les hydrocarbures aromatiques polycycliques sont des exemples de ce type de semi-conducteur. Malgré tout, les polymères conducteurs ont une grande résistance, comparativement aux conducteurs inorganiques. On peut doper les matériaux organiques avec des métaux pour augmenter leur conductivité.

## Ressemblances avec les semi-conducteurs inorganiques
Les semi-conducteurs organiques possèdent des caractéristiques similaires aux semi-conducteurs inorganiques. Le tableau suivant présente leurs correspondances de façon succincte :
| Semi-conducteur minéral | Semi-conducteur organique |
| Bande de valence        | HOMO                      |
| Bande de conduction     | LUMO                      |
| Bande interdite         | Bande interdite           |

De plus, comme les semi-conducteurs inorganiques, les semi-conducteurs organiques peuvent être dopés, c'est-à-dire qu'on peut y produire des électrons en excès (dopage N) ou des trous (dopage P). Dans les semi-conducteurs inorganiques, cela est fait habituellement par implantation ionique, c'est-à-dire en ajoutant des ions dans le semi-conducteur. Ces ions ont des électrons de valence en supplément ou manquants, selon le cas, ce qui permet d'ajouter les porteurs de charge désirés. Cependant, cette technique est trop brutale (sur le plan énergétique) pour doper des films de semi-conducteurs organiques, ces derniers étant trop fragiles pour ce genre d'intervention. La technique préconisée est donc d'exposer le film à une vapeur d'un oxydant ou d'un réducteur, ce qui aura comme effet d'arracher ou d'ajouter des électrons au film. Les semi-conducteurs très dopés comme la polyaniline (Ormecon) et le PEDOT:PSS sont aussi appelés métaux organiques.

## Avantages et désavantages
Les semi-conducteurs organiques offrent plusieurs avantages :
- légèreté : pratique pour la portabilité ;
- flexibilité : moins fragiles que les semi-conducteurs inorganiques, qui doivent être déposés sur des substrats plans et rigides, les semi-conducteurs organiques peuvent par exemple se rouler, comme une feuille de papier (un substrat inorganique se briserait) ;
- facilité de fabrication et auto-assemblage : les semi-conducteurs organiques sont généralement faciles et économiques à fabriquer en laboratoire. Le génie chimique peut mettre au point des molécules qui s'auto-assemblent. Ces méthodes de fabrication tranchent avec les processus onéreux et plus difficiles des technologies inorganiques, nécessitant par exemple de très hautes températures et des salles blanches.

Cette technologie présente aussi certaines limitations :
- durée de vie : le temps de vie des dispositifs d'affichage organique est plus court que celui des LCD traditionnels. Cela est dû au blanchiment (bleaching en anglais) des molécules organiques qui émettent la lumière de couleur ;
- jetable : l'industrie voit dans les semi-conducteurs organiques, grâce à leur faible coût et à leur facilité de fabrication, la possibilité de faire des dispositifs électroniques jetables. Il y a lieu de se questionner sur l'aspect écologique d'une telle approche.

## Applications
Les semi-conducteurs organiques sont utilisés dans le domaine de l'optoélectronique pour le développement de :
- diodes électroluminescentes organiques (OLED, Organic Light Emitting Diode) avec lesquelles on peut fabriquer des dispositifs d'affichage concurrents des LCD (Liquid Crystal Display) actuels. La matrice de pixels rouges, verts et bleus est facilement fabriquée soit par une technique d'évaporation sous vide, soit à l'aide de la technique d'impression à jet d'encre ;
- cellules solaires ;
- transistors à effet de champ ou FET (Field Effect Transistor) ;
- fenêtres intelligentes qui s'obscurcissent lorsqu'il y a trop de soleil. On se sert déjà de cette technique pour faire des verres de lunettes qui s'obscurcissent lorsqu'on va à l'extérieur[réf. nécessaire] ;
- papier électronique (e-paper).